# 경찰국가
경찰국가(警察國家, 영어: police state)는 국가가 경찰의 역할을 수행하도록 하는 국가주의이다. 일종의 강력한 정부체제를 선호하는 국가주의로서 비슷한 이름이지만 자유방임적 야경국가(夜警國家, night-watchman state)와는 정반대적 개념의 국가이다.

## 역사
17세기에서 18세기 사이의 절대 전제군주 국가들을 말했다. 이들 국가는 중세적인 다원분열을 극복하기 위해, 강력한 국가권력을 배경으로 경찰권을 강화하였으며 국부의 증대를 위해 중상주의를 취하였다. 이후, 사상으로는 국민의 자유를 확보하려는 법치국가론이 등장함에 따라 경찰국가론은 쇠퇴하게 되었다. 그러나, 20세기 독재정권이 등장하여 사상 경찰을 강화하고 경찰권을 남용하는 국가를 지칭하기 위해 경찰국가라는 용어가 다시 사용되었다.

## 같이 보기
- 독재
- 정부
- 캥거루 재판
- 계엄
- 대중감시
- 군사독재
- 보모 국가
- 비밀경찰